# Ханцев, Асланбек Султанович
Асланбек Султанович Ханцев (род. 28 ноября 1960) — советский и российский футболист, полузащитник, российский футбольный тренер.
Практически всю карьеру провёл в составе клуба «Спартак» Нальчик. В 1979—1980 годах в первой лиге сыграл семь матчей. В 1983—1991 годах играл во второй союзной лиге, в 1992 году клуб стартовал в первой российской лиге; Ханцев завершил карьеру в следующем году, проведя конец сезона в клубе второй лиги «Автозапчасть» Баксан.
В 1994 году — тренер в «Спартаке». При Викторе Кумыкове был вторым тренером, в 1998 году дважды — после отставок Кумыкова в июле и Виктора Зернова в октябре — исполнял обязанности главного тренера. С 1999 года по 2 сентября 2000 — главный тренер «Спартака». Главный тренер «Нарта» Нарткала (2001 — сентябрь 2002). Тренировал молодёжную команду «Спартака». С мая 2017 — тренер по футболу в КБГУ.